# Trudge Valley
Das Trudge Valley (von englisch trudge ‚langer Marsch, mühseliger Weg‘) ist ein Tal im ostantarktischen Viktorialand. In den Allan Hills liegt es südlich des Windwhistle Peak. 
Erkundet wurde das Tal 1964 von einer Mannschaft, die im Rahmen des New Zealand Antarctic Research Program in den Allan Hills tätig war. Sie benannte das Tal nach den mühsamen Märschen, die dabei zurückgelegt werden mussten.